# 娜杰日达·格列科娃
娜杰日达·格里戈里耶夫娜·格列科娃，（俄語：Наде́жда Григо́рьевна Гре́кова，1910年9月17日—2001年1月6日），女，苏联党和国家领导人。曾任白俄罗斯苏维埃社会主义共和国最高苏维埃主席、人民委员会副主席、食品工业部长；俄罗斯苏维埃联邦社会主义共和国食品工业部第一副部长等职。

## 生平
- 1910年9月17日出生于明斯克的一个铁路工人家庭。12岁起在当地一家服装厂工作。
- 1923年9月-1927年6月，明斯克缝纫工人职业学校学习。
- 1927年7月-1928年3月，失业。1928年加入共青团。
- 1928年3月-1929年7月，明斯克Minshway服装厂纺织工人。
- 1929年7月-1932年1月，明斯克十月服装厂纺织工人。
- 1932年1月-1933年3月，明斯克十月服装厂技术创新部主任。1932年2月加入联共（布）。
- 1933年7月-1937年12月，白俄罗斯苏维埃社会主义共和国纺织工人工会副主席兼工会中央委员会主席。
- 1937年12月-1938年7月，白共（布）中央委员会工业和运输部副部长、部长。
- 1938年7月-1947年3月，白俄罗斯苏维埃社会主义共和国最高苏维埃主席。

期间：
1938年7月-1940年12月，白共（布）中央第三书记。

1940年9月-1941年7月，联共（布）中央高级党校学习。

1941年8月-1943年3月，联共（布）喀山市委第三书记兼市委工业部书记。

1943年3月-1946年9月，白俄罗斯苏维埃社会主义共和国人民委员会副主席。
- 1947年3月-1949年4月，白俄罗斯苏维埃社会主义共和国食品工业部长。
- 1949年4月-1952年11月，俄罗斯苏维埃联邦社会主义共和国食品工业部第一副部长。
- 1952年12月起因病退休，在莫斯科生活。
- 2001年1月6日于莫斯科逝世，享年90岁。葬于新圣女公墓。

格列科娃是联共（布）18大、第18次代表会议代表；第18届中央审计委员；第2届苏联最高苏维埃民族院代表、第1届白俄罗斯苏维埃社会主义共和国最高苏维埃代表、第3届俄罗斯苏维埃联邦社会主义共和国最高苏维埃代表。

## 家庭
格列科娃在苏德战争期间与陆军上将米哈伊尔·马利宁结婚，他们育有二女一子。

## 荣誉
- 两次列宁勋章
- 一级卫国战争勋章
- 劳动红旗勋章
- 荣誉勋章